# Metasia acharis
Metasia acharis är en fjärilsart som beskrevs av Edward Meyrick 1889. Metasia acharis ingår i släktet Metasia och familjen Crambidae. Inga underarter finns listade i Catalogue of Life.